# Đường Sơn đại địa chấn
Đường Sơn đại địa chấn (tiếng Trung: 唐山大地震, tiếng Anh: Aftershock) là một bộ phim điện ảnh Trung Quốc thuộc thể loại thảm họa – chính kịch ra mắt vào năm 2010 do Phùng Tiểu Cương làm đạo diễn, với sự tham gia diễn xuất của các diễn viên gồm Từ Phàm, Trương Tịnh Sơ, Lý Thần, Lục Nghị, Vương Tử Văn, Trương Tử Phong, Trương Quốc Cường, Trần Cẩn và Trần Đạo Minh. Được dựa trên sự kiện có thật về trận động đất ở Đường Sơn diễn ra vào năm 1976 và sau này được chuyển thể thành tiểu thuyết Dư chấn của Trương Linh, tác phẩm xoay quanh hành trình tìm lại gia đình thân yêu của Phương Đăng – một cô gái trẻ đã bị bỏ rơi sau trận động đất thảm khốc.
Bộ phim đã được phát hành ở Trung Quốc vào ngày 22 tháng 7 năm 2010 và là "phim thương mại lớn" IMAX đầu tiên được tạo ra bên ngoài nước Mỹ. Bộ phim đạt được thành công lớn về doanh thu phòng vé và đã thu về hơn 100 triệu USD tại phòng vé Trung Quốc.

## Nội dung
Tại một căn hộ nhỏ ở Đường Sơn, cặp vợ chồng Lý Nguyên Ni và Phương Đại Cường sống cùng với hai đứa con Phương Đăng và Phương Đạt. Cuộc sống nơi đây như bao người dân khác, sau mỗi buổi làm việc là cả gia đình cùng trò chuyện vui vẻ với nhau. Một đêm vào ngày 27 tháng 7 năm 1976, sau khi đưa con đi ngủ, Nguyên Ni và Đại Cường làm tình ở đằng sau chiếc xe tải của họ. Một trận động đất bất ngờ nổ ra, khiến cho các tòa nhà sụp đổ và vỡ vụn. Trong khi chạy vội trở lại để cứu các con mình, Nguyên Ni bị kéo về phía chồng, Đại Cường nhanh chóng chạy trước mặt cô để giải cứu con và ngay lập tức bị các mảnh vỡ rơi xuống nghiền nát. Chỉ trong vòng chưa đầy vài giây, căn hộ chung cư của họ bị sập và hai đứa trẻ bị chôn vùi dưới đống đổ nát. Sau trận động đất, một đội cứu hộ thông báo với cô rằng hai đứa sinh đôi của cô bị mắc kẹt dưới một tấm bê tông lớn, mà nếu nâng tấm bê tông bằng bất cứ cách nào sẽ khiến cho một trong hai đứa con của cô bị đè chết, vì vậy cô chỉ có thể chọn một trong hai. Quá đau đớn và tuyệt vọng, Nguyên Ni quyết định hi sinh Phương Đăng để cứu Phương Đạt, nhưng cô không ngờ rằng mọi chuyện đều đã bị Phương Đăng nghe thấy.
Một thời gian sau, Phương Đăng sống sót thần kỳ. Trong cơn mưa tầm tã ấy, cô được một cặp vợ chồng quân đội là Vương Đức Thanh và Đổng Quế Lan về nhận nuôi vì giờ cô chẳng biết đi đâu, và sau này cô được đổi tên là Vương Đăng. Mười năm sau, Phương Đăng ngày nào giờ đã trở thành một thiếu nữ xinh xắn, cô theo học tại một trường y ở Hàng Châu. Tại đây, cô đã gặp anh chàng sinh viên Dương Chí vừa mới tốt nghiệp và bắt đầu quan hệ mật thiết với anh. Nhiều năm sau, Quế Lan bị bệnh nặng và không thể qua khỏi. Trước khi chết, bà yêu cầu Phương Đăng sử dụng số tiền họ tiết kiệm được để đi tìm gia đình thực sự của cô. Trong khi đó, Phương Đăng phát hiện ra rằng mình đã có con. Mặc dù Dương Chí ép cô phải phá cái bụng bầu đó, cô từ chối bỏ rơi đứa con của mình và bí mật rời khỏi trường đại học và cắt đứt liên lạc với Dương Chí và cha nuôi của cô.
Ở một diễn biến khác, bà ngoại và dì của Phương Đạt muốn anh sống với họ ở Tế Nam, tỉnh Sơn Đông nhưng cuối cùng anh quyết định ở lại Đường Sơn với mẹ. Trận động đất vừa rồi đã cướp đi cánh tay trái của anh nên sau khi quyết định không tham dự kỳ thi tuyển sinh đại học toàn quốc, Phương Đạt bắt đầu làm nghề lái xe kéo và trở thành ông chủ của một đại lý lữ hành thành công ở Hàng Châu. Anh lấy Tiểu Hạ làm vợ và có một con trai tên là Điền Điền. Sau bốn năm, Phương Đăng mang theo con gái, cũng tên là Điền Điền, về đoàn tụ với người cha nuôi Đức Thanh, bắt đầu xin lỗi và hòa giải với ông.
Vào dịp tết Nguyên đán, Phương Đăng đã kết hôn với một người nước ngoài và cùng nhau di cư đến Vancouver với con gái. Một lần nọ, Phương Đăng nhìn thấy trận động đất ở Tứ Xuyên trên truyền hình, cô rất xúc động và ngay lập tức tình nguyện trở về quê hương để tham gia cứu hộ. Thật tình cờ, Phương Đạt cũng đã quyết định tình nguyện giúp đỡ ở đây, và hai chị em vô tình gặp lại nhau sau bao năm xa cách. Lúc giờ nghỉ, Phương Đăng nghe lỏm được Phương Đạt nói về trận động đất Đường Sơn, điều này khiến cô nhận ra sự thật và đoàn tụ với em trai, và sau đó cả hai quyết định thăm mẹ rồi chở xe tới nghĩa trang. Lúc đầu, Phương Đăng rất bực mình vì mẹ cô đã bỏ rơi cô, nhưng sau khi nhận ra sự hối tiếc, đau đớn tinh thần và cảm giác tội lỗi mà mẹ đã phải trải qua, Phương Đăng bật khóc nức nở và tha thứ cho mẹ cô.

## Diễn viên
| Diễn viên                               | Vai                      | Ghi chú                            | Lồng tiếng Quảng Đông (DVD) | TVB Lồng tiếng Quảng Đông          |
| --------------------------------------- | ------------------------ | ---------------------------------- | --------------------------- | ---------------------------------- |
| Từ Phàm                                 | Lý Nguyên Ni             | Cư dân Đường Sơn                   | Trần An Oánh                | Lục Huệ Linh                       |
| Trương Quốc Cường                       | Phương Đại Cường         |                                    | Diệp Chấn Thanh             | Diệp Chấn Thanh                    |
| Trương Tịnh Sơ lúc nhỏ：Trương Tử Phong | Phương Đăng / Vương Đăng |                                    |                             | Tăng Tú Thanh                      |
| Lý Thần lúc nhỏ：Trương Gia Tuấn        | Phương Đạt               |                                    | Lúc nhỏ: Trang Xảo Nhi      | Tô Cường Văn Lúc nhỏ：Trần Cầm Vân |
| David F.Morris                          | Alexander                | Con trai Phương Đăng               |                             |                                    |
| Lữ Trung                                | Bà Phương                |                                    | Trang Xảo Nhi               | Viên Thục Trân                     |
| Vịnh Mai                                | Dì Phương                |                                    |                             | Tạ Khiết Trinh                     |
| Trần Đạo Minh                           | Vương Đức Thanh          | cha nuôi Phương Đăng               |                             | Trần Hân                           |
| Trần Cẩn                                | Đổng Quế Lan             | mẹ nuôi Phương Đăng                |                             | Hoàng Ngọc Quyên                   |
| Vương Tử Văn                            | Tiểu Hạ                  | Vợ Phương Đạt                      | Đặng Khiết Lệ               | Lưu Huệ Vân                        |
| Mã Thu Tử                               | chủ nhiệm Triệu          |                                    |                             |                                    |
| Lục Nghị                                | Dương Chí                | bạn trai Phương Đăng               |                             | Hoàng Khải Xương                   |
| Dương Lập Tân                           | lão Ngưu                 | Hàng xóm, yêu đơn phương Nguyên Ni |                             | Chiêu Thế Lượng                    |
| Lưu Lị Lị                               | mẹ Tứ Xuyên              |                                    |                             |                                    |
| Trương Bảo Văn                          | vợ Vương Chí Quốc        |                                    |                             |                                    |
| Lữ Tinh                                 | cô giáo                  |                                    |                             |                                    |

## Đội ngũ sản xuất
Giám đốc sản xuất:
Hùng Quốc Tường, Trương Đại Quân, Lữ Huệ Quân, Uông Thiên Vân, Trình Uất Đông, Lưu Diễm Nga, Lợi Nhã Bác, Trần Quốc Ưng, Hàn Hiểu Lê, Khương Đào, Trần Quốc Phú
Tổng cố vấn: Triệu Dũng
Chỉ đạo nhiếp ảnh: Lữ Nhạc
Chỉ đạo mỹ thuật: Hoắc Đình Tiêu
Chỉ đạo tạo hình: Thạch Hải Ưng
Hướng dẫn thu âm: Ngô Giang
Hướng dẫn hiệu ứng đặc biệt: Phil Jones
Giám đốc hiệu ứng đặc biệt: Tưởng Yên Minh
Phó đạo diễn: Trương Trường Chinh, Anh Đồng, Nhâm Vĩnh Cường, Lưu Vi, Lưu Tác Đào
Giám sát kịch bản: Tôn Hạo, Vương Giai Lệ, Duẫn Hải Yến
Tổ trợ lý đạo diễn: Dương Lặc, Tả Ý
Giám đốc điều hành: Trương Thuật
Tổ nhiếp ảnh:
Tổ nhiếp ảnh A: Trần Chúc Tường, Tôn Lực Cương
Tổ tiêu điểm A: Tào Dược Tùng, Trương Quang Khỉ
Tổ ảnh phim A: Trần Kiệt
Tổ cơ giới A: Trần Khải, Tào Nghiễm Ngạn, Bạch Kiếm Phong, Tôn Quần Huy, Triệu Sủng Triêu
Tổ màn hình A: Vương Nguyên Phong, Thạch Vĩ Hào
Tổ nhiếp ảnh B: Vương Mẫn, Hạ Dương, Kha Dục Danh
Tổ tiêu điểm B: Trần Cường, Lương Viên
Tổ ảnh phim B: Mã Manh
Tổ cơ giới B: Tào Cảnh Dương, Trương Dương, Tôn Hiểu Tân, Tào Nhị Dương
Tổ màn hình B: Bùi Dũng Pha
Nhân viên cao cấp: Đại Bằng Bằng, Từ Minh Nguyệt, Diệp Vinh Kiệt
Tổ chiếu sáng:
Hướng dẫn chiếu sáng: Kháng Hiểu Thiên
Phó tổ trưởng chiếu sáng: Tôn Bính Thụy, Tào Đại Vĩ, Trương Đào
Trợ lý ánh sáng: Lý Tòng Lợi, Khang Á Phi, Lý Hải Quân
Thành viên nhóm chiếu sáng: Lý Lục Nghiêu, Tào Cường Vĩ, Bành Thủy Ngạn, Tôn Bính Sơ, Lý Chí Cường, Tào Khánh Vĩ, Khang Á Hi, Duẫn Sang Cử, Tôn Tây An, Tôn San Vĩ
Nhóm thu âm:
Trợ lý ghi âm: Vương Lập Trung, Vương Thánh, Lưu Anh Luân
Nhóm mĩ thuật:
Chấp hành mĩ thuật: Triệu Bân
Phó mĩ thuật: Triệu Thủ Nghệ, Lý Miểu
Trợ lý mĩ thuật: Lý Giai Ninh, Chương Ninh
Vẽ mĩ thuật: Dương Chiêm Gia, Lộ Chí Khuê
Nhóm dựng cảnh:
Trưởng nhóm: Lưu Kim Dũng
Thành viên nhóm dựng cảnh: Vương Tiểu Binh, Lưu Kiện, Triệu Toàn, Duẫn Kiến Long, Lưu Vạn Phúc, Dương Quang, Sử Hải Ba, Lưu Vận
Bằng, Trương Bằng Tú, Vương Xương, Cao Khúc Huy
Tổ đạo cụ:
Chuyên gia đạo cụ: Từ Tiểu Long, Lý Bảo Thái
Nhân viên đạo cụ: Vương Tân Tâm, Đào Tân Kiến
Trợ lý đạo cụ: Trương khải Nghĩa, Thôi Văn Lương, Triệu Tiểu Long
Chuyên gia đạo cụ đặc biệt: Lưu Thiệu Xuân
Nhân viên đạo cụ đặc biệt: Lưu Vĩnh Giang, Tương Vĩnh Quốc, Thái Thế Toàn, Lưu Hồng Hải, Lưu Thiệu Tuấn, Lưu Chí Phúc, Từ Tiểu Cươn, Lý Tiến
Trung, Vương Thần Húc, Đặng Vĩ Đông, Dương Hựu Chương, Ngô Bảo Trình, Ngụy Lập Hải, Trình Phi Long
Tổ phục trang:
Chuyên gia phục trang: Lưu Hiểu Lị
Nhân viên phục trang: Du Cương, Du Quân, Lưu Lăng Huy
Trợ lý phục trang: Lưu Tú Binh, Từ Vệ Bình, Hầu Tiến Binh, Phạm Minh Lai, Dương Hi Tường, Trì Vĩ Vĩ, Chu Hoa Phi, Phượng Quyên, Trịnh Vĩ
Tổ hóa trang:
Chuyên gia hóa trang: Vương Quân
Trợ lý hóa trang: Đào Thiện Anh, Trâu Diễm Lô,i Dư Thuật Dung
Hỗ trợ kỹ thuật: Tăng Hải Binh
Phim tài liệu: Quá Hâm Chu, Hạ Xuân Hiểu
Nhiếp ảnh gia hậu trường: Hứa Phong
Tổ chỉ dạo võ thuật:
Phó chỉ đạo võ thuật: Lưu Minh Triết
Võ Sư: Mao Quốc Khánh, Tô Bình, Lưu Học Thân, Quách Hội Trung, Thạch Chiêm Kiệt, Hồ Lợi Phong, Lý Mỹ Lâm, Vương Minh Linh, Lưu Tinh, Vương Thanh Mai
Diễn viên đóng thế cảnh hành động: Vương Hà
Tổ sản xuất:
Phó chủ nhiệm sản xuất: Dương Đông, Lô Sâm, Chu Thụy Lâm
Sản xuất hiện trường: Duẫn Khôn, Lý Hiểu Lộ
Sản xuất: Chu Tử Lượng, Lý Quân, Tiêu Lực, Lý Lợi, Vi Điền
Trợ lý sản xuất: Trương Dũng Phong, Hác Y Manh
Chủ nhiệm dịch vụ: Lý Vạn Tuấn
Nhân viên dịch vụ: Trương Quân, Trương Chí Kiệt, Thư Hồng, Quách Á Quân
Nhân viên đoàn làm phim: Lô Tân
Trưởng nhóm dịch vụ phim trường: Lục Chấn Ngao
Thành viên nhóm dịch vụ phim trường: Vương Bảo Nguyên, Quách Hải Hâm, Khuất Hồng Đào, Triệu Tiêu Quân, Chu Kim Lon,g Vương Quốc Cường, Ngô Hội Tân, Lưu Quý Thu, Chu Vệ Lượng, Diêm Hải Đông, Mạnh Hồng
Dịch vụ phim trường: Lý Mặc Khôn, Lý Lộ
Giám đốc tài chính: Triệu Chí Quốc, Tiết Tiểu Thanh
Kế toán: Triệu Vệ Hoa
Nhân viên thu ngân: Trương Quốc Lệ
Đầu bếp: Vương Học Chí
Trà: Nhâm Hiểu Long
...

## OST
Thượng Văn Tiệp - 23 Seconds, 32 Years
Vương Phi - Tâm Kinh

## Giải thưởng
| Năm  | Tên                                          | Hạng mục                                                       | Kết quả   | Ghi chú |
| ---- | -------------------------------------------- | -------------------------------------------------------------- | --------- | ------- |
| 2010 | LHP Amazonas                                 | Đạo diễn xuất sắc nhất                                         | Đoạt giải |         |
| 2010 | LHP châu Á - Thái Bình Dương                 | Nam diễn viên trình diễn xuất sắc nhất                         | Đoạt giải | [ 7 ]   |
| 2010 | LHP châu Á - Thái Bình Dương                 | Phim xuất sắc nhất                                             | Đoạt giải | [ 7 ]   |
| 2010 | LHP châu Á - Thái Bình Dương                 | Thành tựu trong đạo diễn                                       | Đề cử     | [ 7 ]   |
| 2010 | LHP châu Á - Thái Bình Dương                 | Thành tựu trong quay phhim                                     | Đề cử     | [ 7 ]   |
| 2010 | LHP châu Á - Thái Bình Dương                 | Nữ diễn viên xuất sắc nhất                                     | Đề cử     | [ 7 ]   |
| 2010 | LHP châu Á - Thái Bình Dương                 | Biên kịch xuất sắc nhất                                        | Đề cử     | [ 7 ]   |
| 2010 | LHP quốc tế Dubai                            | Phim xuất sắc nhất                                             | Đề cử     |         |
| 2010 | Kim Mã                                       | Hiệu ứng xuất sắc nhất                                         | Đề cử     |         |
| 2010 | Kim Mã                                       | Nữ diễn viên chính xuất sắc nhất                               | Đề cử     |         |
| 2010 | Kim Mã                                       | Nữ diễn viên phụ xuất nhất - Trương Tịnh Sơ                    | Đề cử     |         |
| 2011 | Giải thưởng phim châu Á                      | Nữ diễn viên xuất sắc nhất                                     | Đoạt giải |         |
| 2011 | Giải thưởng phim châu Á                      | Hiệu ứng xuất sắc nhất                                         | Đoạt giải |         |
| 2011 | Giải thưởng phim châu Á                      | Doanh thu cao nhất (Đạo diễn)                                  | Đoạt giải |         |
| 2011 | Giải thưởng phim châu Á                      | Phim xuất sắc nhất                                             | Đề cử     |         |
| 2011 | Giải thưởng phim châu Á                      | Đạo diễn xuất sắc nhất                                         | Đề cử     |         |
| 2011 | Giải thưởng phim châu Á                      | Nữ diễn viên yêu thích                                         | Đề cử     |         |
| 2011 | LHP sinh viên Trung Quốc (Giải Jury)         | Phim xuất sắc nhất                                             | Đoạt giải |         |
| 2011 | LHP sinh viên Trung Quốc (Giải Jury)         | Đạo diễn xuất sắc nhất                                         | Đề cử     |         |
| 2011 | LHP sinh viên Trung Quốc (Giải Jury)         | Nữ diễn viên xuất sắc nhất                                     | Đề cử     |         |
| 2011 | Hội đạo diễn Trung Quốc                      | Phim xuất sắc nhất                                             | Đoạt giải |         |
| 2011 | Hội đạo diễn Trung Quốc                      | Nữ diễn viên xuất sắc nhất                                     | Đoạt giải |         |
| 2011 | Hội đạo diễn Trung Quốc                      | Đạo diễn xuất sắc nhất                                         | Đề cử     |         |
| 2011 | LHP quốc tế Fribourg                         | Giải Prand Prix - Phùng Tiểu Cương                             | Đề cử     |         |
| 2011 | Phượng Hoàng vàng                            | Nam diễn viên do hội đồng nghệ thuật bình chọn - Dương Lập Tân | Đoạt giải |         |
| 2011 | Kim Kê                                       | Âm nhạc xuất sắc nhất                                          | Đoạt giải |         |
| 2011 | Kim Kê                                       | Chỉ đạo nghệ thuật xuất sắc nhất                               | Đoạt giải |         |
| 2011 | Kim Kê                                       | Nữ diễn viên xuất sắc nhất                                     | Đề cử     |         |
| 2011 | Kim Kê                                       | Phim xuất sắc nhất                                             | Đề cử     |         |
| 2011 | Kim Kê                                       | Biên kịch xuất sắc nhất                                        | Đề cử     |         |
| 2011 | Kim Kê                                       | Nữ diễn viên phụ xuất sắc nhất                                 | Đề cử     |         |
| 2011 | Kim Kê                                       | Đạo diễn xuất sắc nhất                                         | Đề cử     |         |
| 2011 | Kim Kê                                       | Quay phim xuất sắc nhất                                        | Đề cử     |         |
| 2011 | Kim Tượng                                    | Phim xuất sắc nhất châu Á                                      | Đề cử     |         |
| 2011 | Hoa Biểu                                     | Nữ diễn viên xuất sắc nhất                                     | Đoạt giải |         |
| 2011 | Hoa Đỉnh                                     | Nữ diễn viên xuất sắc nhất                                     | Đoạt giải |         |
| 2011 | Hoa Đỉnh                                     | Đạo diễn xuất sắc nhất                                         | Đoạt giải |         |
| 2011 | Bách Hoa                                     | Phim xuất sắc nhất                                             | Đoạt giải |         |
| 2011 | Bách Hoa                                     | Kịch bản xuất sắc nhất                                         | Đoạt giải |         |
| 2011 | Bách Hoa                                     | Đạo diễn xuất sắc nhất                                         | Đoạt giải |         |
| 2011 | Bách Hoa                                     | Diễn viên mới xuất sắc nhất - Trương Tử Phong                  | Đoạt giải |         |
| 2011 | Bách Hoa                                     | Nữ diễn viên xuất sắc nhất                                     | Đề cử     |         |
| 2011 | Bách Hoa                                     | Nữ diễn viên phụ xuất sắc nhất                                 | Đề cử     |         |
| 2011 | Bách Hoa                                     | Nam diễn viên phụ xuất sắc nhất - Lý Thần                      | Đề cử     |         |
| 2011 | LHP quốc tế Palm Springs (Giải người hâm mộ) | Gương mặt nổi bật nhất                                         | 2         |         |
| 2011 | LHP châu Âu (Giải người hâm mộ)              | Người hâm mộ bình chọn - Phùng Tiểu Cương                      | Đề cử     |         |